# 漁業調整事務所
漁業調整事務所（ぎょぎょうちょうせいじむしょ）とは、水産庁の地方支分部局である。漁業調整事務所では、漁協などを対象とした行政事務を行うとともに、漁業取締船を駆使して密漁を警戒しており、漁業法違反の被疑者に対しては、独自に逮捕や捜索などの強制捜査を行なっている。

## 漁業調整事務所
| 名称                   | 位置   | 管轄区域                                                                                               |
| ---------------------- | ------ | --- |
| 北海道漁業調整事務所   | 札幌市 | 北海道の地先海面                                                                                       |
| 仙台漁業調整事務所     | 仙台市 | 青森県、岩手県、宮城県および福島県の地先海面                                                           |
| 新潟漁業調整事務所     | 新潟市 | 秋田県、山形県、新潟県および富山県の地先海面                                                           |
| 境港漁業調整事務所     | 境港市 | 石川県、福井県、京都府、兵庫県、鳥取県および島根県の地先海面（瀬戸内海の海面を除く）                   |
| 瀬戸内海漁業調整事務所 | 神戸市 | 瀬戸内海の海面ならびに和歌山県、徳島県、愛媛県および高知県の地先海面                                   |
| 九州漁業調整事務所     | 福岡市 | 山口県、福岡県、佐賀県、長崎県、熊本県、大分県、宮崎県および鹿児島県の地先海面（瀬戸内海の海面を除く） |

- 茨城県・千葉県・東京都・神奈川県・静岡県・愛知県・三重県の地先海面は水産庁本庁の直轄区域。
- 沖縄県の地先海面は内閣府沖縄総合事務局農林水産部が管轄する。